# Osebni zaimek
Osébni zaímek je samostalniški zaimek, ki posredno poimenuje govorečega (osebni zaimki prve osebe), nagovorjenega (osebni zaimki druge osebe) ali neudeleženega (osebni zaimki tretje osebe) v pogovoru. Kot vsem samostalniškim zaimkom mu lahko določimo število, slovnični spol in sklon, poleg tega pa pozna še osebo.

## Sklanjanje osebnih zaimkov
- Črke (mžs) označujejo spole: m = moški spol, ž = ženski spol, s = srednji spol.
- Pri oblikah, ločenih s poševnico, sta pravilni obe obliki, vendar se bolj uporablja prva.
- Kjer je navedenih več oblik (v rodilniku, dajalniku in tožilniku), velja:
  - prva oblika je naglasna npr. Vidim njega, ne nje.
  - druga oblika je naslonska, npr. Udaril ga je v obraz.
  - tretja oblika je navezna, npr. Od daleč se je videl Triglav. Pripeljali smo se podenj, nato pa smo se povzpeli nanj.

| imenovalnik | jaz (mžs)    | ti (mžs)     | on (m)          | ona (ž)      | ono (s)             |
| rodilnik    | mene me      | tebe te      | njega ga        | nje je       | njega ga            |
| dajalnik    | meni mi      | tebi ti      | njemu mu        | njej/nji ji  | njemu mu            |
| tožilnik    | mene me -me  | tebe te -te  | njega ga -(e)nj | njo jo -njo  | njega/ono ga -(e)nj |
| mestnik     | pri meni     | pri tebi     | pri njem        | pri njej/nji | pri njem            |
| orodnik     | z mano/menoj | s tabo/teboj | z njim          | z njo        | z njim              |

| imenovalnik | midva (m), medve (žs) | vidva (m), vedve (žs) | onadva (m), onidve (žs) |
| rodilnik    | naju                  | vaju                  | njiju                   |
| dajalnik    | nama                  | vama                  | njima jima              |
| tožilnik    | naju                  | vaju                  | njiju ju -nju           |
| mestnik     | pri naju              | pri vaju              | pri njiju               |
| orodnik     | z nama                | z vama                | z njima                 |

| imenovalnik | mi (m), me (žs) | vi (m), ve (žs) | oni (m), one (ž), ona (s) |
| rodilnik    | nas             | vas             | njih jih                  |
| dajalnik    | nam             | vam             | njim jim                  |
| tožilnik    | nas             | vas             | njih/nje jih -nje         |
| mestnik     | pri nas         | pri vas         | pri njih                  |
| orodnik     | z nami          | z vami          | z njimi                   |

| imenovalnik | — (mžs)      |
| rodilnik    | sebe se      |
| dajalnik    | sebi si      |
| tožilnik    | sebe se -se  |
| mestnik     | pri sebi     |
| orodnik     | s sabo/seboj |